# Blitzmarathon

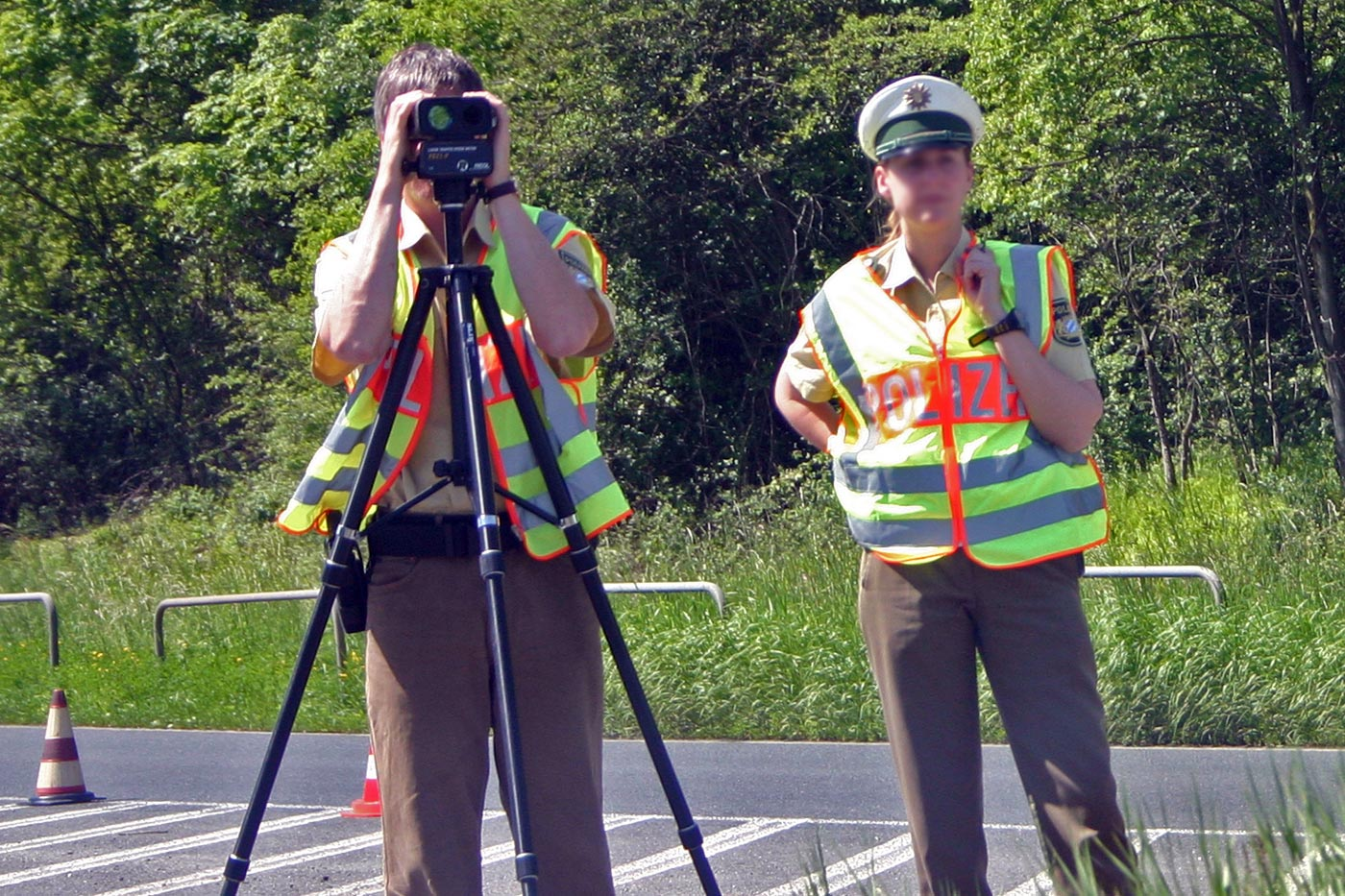
Polizeibeamte bei der Geschwindigkeitskontrolle mit auf einem Stativ montiertem Messgerät

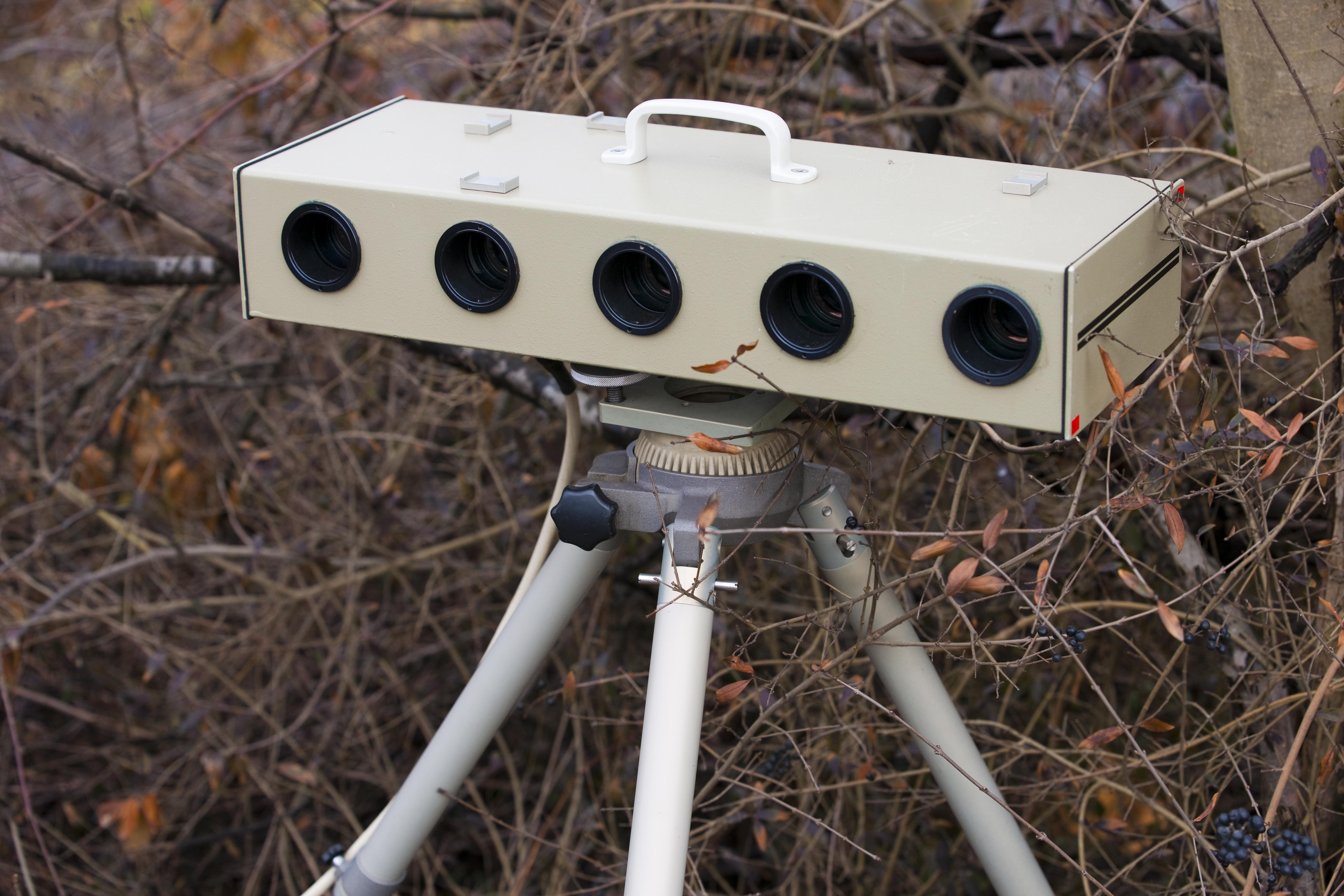
Einseitensensor ES 3.0

Der Blitzmarathon (auch Blitzermarathon) ist eine polizeiliche, meist einen Tag andauernde Aktion der Überwachung des bewegten Straßenverkehrs in Deutschland. Sie dient zur Bekämpfung der überhöhten Geschwindigkeit auf den Straßen, einer der häufigsten Ursachen für Unfälle. Der erste Blitzmarathon fand am 10. Februar 2012 in Nordrhein-Westfalen statt; er wird seit dem 10. Oktober 2013 bundesweit durchgeführt. Am 16. April 2015 erfolgte die erste europaweite Aktion, die seitdem regelmäßig unter dem Namen Speedmarathon durchgeführt wird.
Die Polizei nutzt dabei folgende Maßnahmen:
- dienstliche und zivile Radarfahrzeuge einsetzen
- Geschwindigkeitsüberwachung mit und ohne Anhalten durchführen
- stationäre Radaranlagen nutzen
- Laserpistolen und Videomess-Fahrzeuge einsetzen
- an Unfallschwerpunkten und an bekannten Raserstrecken Präsenz zeigen

Die geplanten Messstellen werden zuvor meist über die Medien bekannt gegeben. Es sei aber auch mit Kontrollen an nicht bekannt gegebenen Stellen zu rechnen.

## Geschichte
Als Teil der langfristigen Kampagne des Landes Nordrhein-Westfalen „Brems Dich – rette Leben!“ gegen Geschwindigkeitsunfälle wurde am 10. Februar 2012 der erste Blitzmarathon veranstaltet. Das Ergebnis veranlasste Innenminister Ralf Jäger dazu, am 3. Juli 2012 den zweiten Blitz-Marathon durchzuführen. Die Bürger waren aufgefordert, Wutpunkte zu Stellen, an denen sie sich über Raser oder Drängler ärgern, zu vergeben. Die Bürgerbeteiligung dazu war groß. An 2673 der gemeldeten Wutpunkte kontrollierte die Polizei daraufhin. Aufgrund des guten Erfolges fand der dritte Blitzmarathon am 24. Oktober 2012 länderübergreifend in NRW, Niedersachsen und den Niederlanden statt. Am 4. Juni 2013 startete der vierte Blitzmarathon in NRW und Niedersachsen. Ursprünglich hatte auch Bayern seine Teilnahme beabsichtigt, sagte aber die Aktion kurzfristig wegen der aktuellen Hochwasserlage ab.
Nach den nachweisbaren Erfolgen der Aktionen verabschiedeten die Innenminister der Länder auf der Ständigen Konferenz der Innenminister und -senatoren der Länder am 23./24. Mai 2013 in Hannover den Beschluss zur gemeinsamen, länderübergreifenden Durchführung des 24-Stunden-Blitz-Marathons. Der erste Blitz-Marathon wurde am 10. Oktober 2013 bundesweit durchgeführt. Am 18. September 2014 hat der zweite bundesweite Blitzmarathon stattgefunden. Ein dritter fand am 16. April 2015 statt, wegen der zentralen Trauerfeier für die Opfer des Germanwings-Fluges 9525 wurde dieser allerdings um sechs Stunden verkürzt und ging nur von 6 bis 24 Uhr.
Der für Herbst 2015 geplante Blitzmarathon wurde wegen Überlastung der Polizei abgesagt. Er fand bundesweit nicht statt.
Seit 2015 gibt es den Marathon in Europa. Ein weiterer europaweiter Blitzmarathon mit mehr als 20 beteiligten Ländern fand am 21. April 2016 statt und wird seitdem regelmäßig wiederholt.

## Umfang
Beim ersten Blitzmarathon in NRW kontrollierte die Polizei landesweit rund 456.000 Verkehrsteilnehmer, von denen 17.169 zu schnell fuhren.
Am ersten Blitzmarathon in ganz Deutschland, der am 10. Oktober 2013 durchgeführt wurde, kontrollierten 14.700 Polizisten ab sechs Uhr morgens über 24 Stunden bundesweit an mehr als 8.600 Stellen die Geschwindigkeit. Es wurden mehr als drei Millionen Fahrzeuge kontrolliert, etwa 83.000 waren zu schnell.
In Bayern wurde an 1500 Kontrollstellen sogar eine Woche lang kontrolliert, vom 10. bis 17. Oktober 2013.
Beim zweiten bundesweiten Blitzmarathon am 18. September 2014 waren mehr als 13.000 Polizisten an fast 7500 Messstellen im gesamten Bundesgebiet im Einsatz. Obwohl ungefähr die gleiche Anzahl an Autofahrern wie im Jahr zuvor kontrolliert wurde, hat die Polizei 2014 93.000 Geschwindigkeitsverstöße registriert. Diese Zahl liegt deutlich höher als die 83.000 Verkehrssünder des Vorjahres.
Beim Blitzmarathon 2015 gab es hingegen weniger Verstöße als 2014. Bei 3.254.819 kontrollierten Fahrzeugen stellte die Polizei 91.262 Tempoverstöße fest.

## Erfolge
„Auswertungen in den Polizeibehörden zeigen, dass auch zwischen den Blitzmarathons langsamer gefahren wird“, erklärte Innenminister Ralf Jäger am 2. Oktober 2013. Das Verhältnis der hohen Geschwindigkeitsüberschreitungen zu den geringeren Überschreitungen habe sich in Köln verändert. 2010 lag der Anteil der hohen Überschreitungen noch bei rund 57 Prozent, 2012 waren es nur noch etwa 30 Prozent. Die durchschnittliche Überschreitungshöhe hat sich in Dortmund seit November 2011 von 14 km/h auf jetzt 10 km/h verringert.

## Kritik
Der Duisburger Verkehrswissenschaftler Michael Schreckenberg hält den Blitzmarathon für nicht zielführend: „Mit solch einer Aktion erzeugt man keine Einsicht, sondern Gehorsam, der schnell wieder weg ist.“
Eine Studie der Universität Passau ergab ebenfalls, dass Blitzmarathons zu keiner nachhaltigen Änderung des Fahrverhaltens führen.
Es wird kritisiert, dass Kommunen und Länder auch erhöhtes Interesse an den Einnahmen aus der einmaligen Aktion haben könnten, was als „Abzockerei“ bezeichnet wird. Diese Argumentation wird durch Hinweise auf die Wahl der Blitzeraufstellungsorte unterstützt. Als Beispiel wird München genannt, wo die Blitzer 2012 nicht nach Unfallträchtigkeit, sondern nach Mengenpotenzial aufgestellt wurden.
Der Vorsitzende der Gewerkschaft der Polizei (GdP) in NRW, Arnold Plickert, erklärte dazu: „Die 24-Stunden-Blitz-Aktion ist ein hervorragendes Mittel, um die Gefahren des Rasens ins öffentliche Bewusstsein zu bringen.“ Ein wirklich idealer Zustand wäre es allerdings, „wenn die Polizei nicht nur an diesem Tag Raser aus dem Verkehr zieht, sondern wenn wir jeden Tag auf der Straße präsent sind“.
Der Leiter der Unfallforschung der Versicherer, Siegfried Brockmann kritisiert den Blitzer-Marathon im BLOG der UDV: „... Erstens bringt die eintägige Aktion erwartungsgemäß sichtbar nichts und ob die in Gang gesetzten Diskussionen mittelfristig einen Effekt haben, darf man bezweifeln. Zweitens sollte man es vielleicht mal mit einer Aktion versuchen, die die ganze Woche andauert. Dann könnte man sich viel besser an die ‚richtigen‘ Geschwindigkeiten gewöhnen mit einem dann andauernden Effekt...“